# Interstate 64
I-64 eller Interstate 64 är en amerikansk väg, Interstate Highway, i Missouri, Illinois, Indiana, Kentucky, West Virginia och Virginia.